# Associazione Sportiva Cittadella
L'Associazione Sportiva Cittadella, meglio nota come Cittadella, è una società calcistica italiana di Cittadella. Milita in Serie C, la terza divisione del campionato italiano.
Fondata nel 1973 mediante fusione di due club preesistenti, dal 2000 al 2004 recò la denominazione Cittadella Padova. Vanta 18 partecipazioni al campionato di Serie B, categoria in cui ha esordito nella stagione sportiva 2000-2001 e in cui il miglior piazzamento della squadra è il quinto posto, raggiunto nella stagione 2019-2020. Nelle stagioni 2018-2019 e 2020-2021 il club è giunto a disputare la finale dei play-off per la promozione in Serie A.
La storia del club è strettamente legata a quella della famiglia Gabrielli, gruppo imprenditoriale veneto attivo nel settore siderurgico, che ne detiene la proprietà fin dalla fondazione e ne ha finanziato il progressivo sviluppo, conducendola in poco tempo dal dilettantismo al professionismo.
Il Cittadella figura all'81º posto nella classifica della tradizione sportiva dei club affiliati alla FIGC ed al 40º posto nella classifica perpetua della Serie B.

## Storia

### Dalle origini agli anni novanta

Formazione dell'Olympia Cittadella nella stagione 1949-1950.

L'Associazione Sportiva Cittadella nacque nel 1973 dalla fusione di due squadre cittadine, l'Unione Sportiva Cittadellese e l'Olympia Cittadella. La Cittadellese, con colori sociali bianco e azzurro, fu fondata nel 1920, mentre l'Olympia, con colori bianco e verde, nel 1948. La fusione fu voluta dall'allora presidente dell'Olympia Angelo Gabrielli, per sopperire ai debiti che entrambe le compagini avevano accumulato nell'ultimo periodo e che mettevano a rischio la loro sopravvivenza. Al momento della fusione la Cittadellese militava in Prima Categoria e l'Olympia in Promozione.
L'accordo fu siglato il 21 giugno 1973 e inizialmente la convivenza unificata fra i due ambienti non fu facile, a causa della diversa identità dei due sodalizi: la Cittadellese infatti raccoglieva la maggior parte dei suoi sostenitori tra le file di militanti e simpatizzanti comunisti, mentre l'Olympia era invece d'ispirazione cattolica; fra le due compagini e i loro rappresentanti esisteva pertanto una sentita rivalità.

La formazione del Cittadella vincitrice della Coppa Italia Dilettanti.

Durante la stagione sportiva 1973-1974, la prima della nuova società, la rosa comprendeva un paio di giocatori che si sarebbero successivamente affermati ad alti livelli, ossia Giancarlo Pasinato e Giovanni Sgarbossa.
Per qualche anno il Cittadella militò stabilmente in Promozione, eccezion fatta per un'annata in Prima Categoria. Nel 1980 la società ottenne il primo successo di rilievo, vincendo la Coppa Italia Dilettanti in finale contro il Ponsacco, guidata dall'allenatore Roberto De Bortoli; da questo momento inizia una parabola ascendente che porta i granata a conquistare la promozione nel Campionato Interregionale nel 1981. Durante la stagione seguente viene inaugurato il Tombolato, e il Cittadella vi si trasferisce dopo un decennio di partite casalinghe giocate al D'Alvise. Il Cittadella sfiora l'approdo fra i professionisti nel 1983-1984, allorquando giunge seconda in classifica nel proprio girone alle spalle del Pievigina. La Serie C2 verrà raggiunta qualche anno dopo, nel 1988-1989, sotto le direttive di mister Paolo Bottacin.

Giancarlo Pasinato con la maglia del Cittadella.

Tra il 1989 e il 1998 la squadra ha militato sempre in Serie C2, salvo una parentesi di due campionati, a cavallo fra il 1991 e il 1993, nella quale scalò nel campionato di quinta serie. Agli albori della stagione 1996-1997 arrivò sulla panchina granata l'allenatore veneto Ezio Glerean, reduce da una fortunata stagione a capo del Sandonà: egli portò il suo modello di calcio a Cittadella e i risultati arrivarono fin da subito: in quel campionato il "Citta" raggiunse i play-off, venendo eliminato in semifinale dal Lecco. La stagione seguente conquisterà nuovamente il diritto di partecipare ai play-off promozione, questa volta vincendoli, grazie al pareggio (0-0) ottenuto nella finale di Ferrara contro la Triestina: ciò vale ai granata la prima promozione in Serie C1 grazie al vantaggio della classifica avulsa.
Alla prima esperienza in Serie C1 il Cittadella manca la qualificazione ai play-off all'ultima giornata. Nel campionato successivo, grazie al terzo posto in classifica, si ripresenta l'occasione propizia. In semifinale i granata eliminano il Varese, che gli era arrivato davanti due anni prima. L'avversario designato per la finale decisiva è il Brescello, giunta quinta in campionato. L'11 giugno 2000, davanti a migliaia di sostenitori al seguito giunti allo stadio Bentegodi di Verona, il Cittadella conquista la sua prima storica promozione in Serie B, pareggiando il vantaggio iniziale degli emiliani grazie a un gol allo scadere dei tempi regolamentari di Mazzoleni. La squadra che conquistò la serie cadetta fu caratterizzata da uno schema tattico molto offensivo, un 3-3-4 improntato dal suo allenatore che si ispirava nel gioco all'Ajax di Cruijff e Van Gaal.

### Gli anni duemila
Nel 2000 il sodalizio cambia denominazione in Cittadella Padova e trasferisce la sede dei propri incontri casalinghi allo stadio Euganeo di Padova, facendo leva sul difficile momento della squadra locale, retrocessa in Serie C2. Nonostante ciò la permanenza nella serie cadetta dura per due campionati, fino al 2001-2002. Al termine del campionato la squadra tornerà a giocare allo stadio Tombolato. Seguiranno cinque anonime stagioni in Serie C1, intervallate, nel 2004, dal ritorno alla tradizionale ragione sociale.
Nella stagione 2007-2008 con Claudio Foscarini alla guida della squadra, grazie al terzo posto in graduatoria, il Cittadella ottiene il diritto di partecipare ai play-off per il salto di categoria. La prima avversaria designata è il Foligno, allenato da Pierpaolo Bisoli; la partita di andata, giocata in Umbria, è appannaggio dei padroni di casa che vincono di misura. Nella gara di ritorno i veneti riusciranno a ribaltare il risultato vincendo 2-0, con le reti di De Gasperi e Manucci, raggiungendo in finale la Cremonese. I lombardi si impongono al Tombolato grazie ad un gol di Temelin, ma anche in quest'occasione il Cittadella riesce a ribaltare il risultato nella gara di ritorno, giocata allo stadio Zini di Cremona, vincendo per 1-3 (reti di Meggiorini, Coralli e De Gasperi) e guadagnando così la seconda promozione in Serie B della storia del club.
Il desiderio dei tifosi di assistere al campionato di Serie B al Tombolato, unito a quello della società e delle istituzioni locali, avrà questa volta risvolti positivi. Il Cittadella gioca, infatti, le prime partite casalinghe allo stadio Omobono Tenni di Treviso, in attesa del completamento dei lavori di ampliamento del proprio stadio per portarne la capienza a 7 623. Il 15 novembre 2008 è disputato l'ultimo match sul terreno del Tenni (0-0 contro l'AlbinoLeffe). Il 29 novembre successivo avviene il debutto nel rinnovato Tombolato, nella gara contro l'Ancona, pareggiata 0-0. L'andamento stagionale è discreto e segnato dalle prestazioni di Riccardo Meggiorini, che a fine campionato raggiungerà quota 18 reti, senza l'ausilio di calci di rigore. Le prime difficoltà emergono nelle ultime partite del girone di ritorno: due punti in quattro partite fanno scivolare il Cittadella in zona play-out a una giornata dal termine. Nell'ultima partita di campionato, grazie alla vittoria per 2-0 nello scontro diretto con il Rimini, i veneti guadagnano la permanenza in Serie B ai danni proprio dei romagnoli, condannati alla disputa dei play-out.
Nel campionato 2009-2010 il Cittadella ottiene un ottimo piazzamento in classifica, grazie anche alle 22 reti di Matteo Ardemagni: sesto posto dietro a Lecce, Cesena, Brescia, Sassuolo e Torino, valevole per la disputa dei play-off per la promozione in Serie A. L'avversaria designata è il Brescia. Il 2 giugno 2010 si gioca la semifinale di andata, allo stadio Tombolato; i lombardi vincono 0-1 grazie alla rete, a due minuti dal termine, di Víctor Mareco. Quattro giorni dopo, allo stadio Mario Rigamonti di Brescia, il Cittadella si impone con lo stesso risultato, grazie al gol di Davis Curiale, ma non basta, in virtù del miglior piazzamento in classifica delle rondinelle, che dunque approdano alla finale contro il Torino.

### Gli anni duemiladieci
Nella stagione 2010-2011 la squadra granata raggiunge il 14º posto in Serie B, conseguendo la salvezza e potendo così disputare il suo sesto campionato di Serie B, il terzo consecutivo. Inoltre l'attaccante Federico Piovaccari si laurea capocannoniere della cadetteria con 23 reti.
Nella stagione successiva la squadra ottiene il 16º posto in Serie B, risultato che le permette di salvarsi e di giocare così il suo settimo campionato di Serie B, il quarto consecutivo. Inoltre si aggiudica la seconda Coppa Disciplina per il fair-play mostrato.
Nella stagione 2012-2013 raggiunge il 15º posto in classifica, ottenendo ancora una volta la salvezza. Inoltre si aggiudica la terza Coppa Disciplina, la seconda consecutiva.
Il campionato 2013-2014 si chiude per i veneti con il 17º posto in classifica, piazzamento che consente alla squadra di essere momentaneamente, fino al ripescaggio del Vicenza avvenuto il 29 agosto 2014, l'unica squadra a rappresentare il Veneto nel campionato di Serie B 2014-2015.
Il 22 maggio 2015 la sconfitta per 2-0 contro il Perugia sancisce l'aritmetica retrocessione del Cittadella in Lega Pro dopo sette stagioni consecutive nel campionato cadetto.
Il 2 agosto 2015, al primo turno della Coppa Italia, il Cittadella stabilisce il nuovo record di marcature nella competizione, battendo con il punteggio di 15-0 il Potenza. Nell'edizione 2015-2016 della Coppa Italia Lega Pro la squadra approda per la prima volta nella propria storia in finale, risultando così la quarta squadra veneta dopo Padova, Vicenza e Bassano Virtus, a centrare tale obiettivo. Il 18 aprile 2016, dopo aver sconfitto il Pordenone per 3-1, il club ottiene la certezza aritmetica della promozione in Serie B con tre giornate d'anticipo. Il 24 marzo precedente, inoltre, era stato stabilito il record di 11 vittorie consecutive in Lega Pro.
La stagione 2016-2017 in cadetteria parte con l'obiettivo della salvezza, ma grazie ai buoni risultati ottenuti durante l'arco del campionato, il Cittadella si piazza al sesto posto, eguagliando quindi il suo miglior piazzamento di sempre e ottenendo la qualificazione ai play-off per la seconda volta nella sua storia. L'avversario prestabilito nel turno preliminare è il Carpi, che vince per 1-2 la partita del Tombolato, eliminando così i veneti.
Nella stagione 2017-2018 il club granata ottiene ottimi risultati, che permettono di raggiungere il settimo posto e guadagnare per il secondo anno consecutivo l'accesso ai play-off, oltre a eguagliare il record di punti (66) risalente al 2009-2010. Nel frattempo il Cittadella ottiene un buon risultato anche in Coppa Italia, dove, dopo essere approdata agli ottavi di finale eliminando la SPAL (2-0), fatale è la sfida con la Lazio, che si impone per 4-1. Al turno preliminare dei play-off per la promozione in massima serie, il Cittadella deve affrontare il Bari, che, a causa di mancati pagamenti, subisce una penalizzazione di 2 punti. Questo permette ai granata di scavalcare i pugliesi in classifica, portandosi al sesto posto e quindi acquisendo il diritto di disputare l'incontro al Tombolato, con il conseguente vantaggio di potersi qualificare anche in caso di pareggio. Il Cittadella ne approfitta e la spunta sui pugliesi pareggiando per 2-2 dopo i tempi supplementari. Nelle semifinali dei play-off affronta il Frosinone e pareggia entrambe le partite per 1-1, ma è eliminato per via della miglior posizione in classifica dei ciociari.
La stagione 2018-2019 si rivela la migliore in assoluto del Cittadella. I granata concludono la Coppa Italia al quarto turno perdendo in casa del Benevento, ma è in Serie B che raggiungono un traguardo senza precedenti. Dopo il settimo posto in campionato che dà accesso ai play-off promozione per il terzo anno consecutivo, il Cittadella affronta lo Spezia nel primo turno preliminare, con partita secca fuori casa, che si conclude con un 2-1 in favore dei veneti. Nel turno di semifinale i granata affrontano il Benevento con match di andata e ritorno. Il primo, al Tombolato, vede la sconfitta del Cittadella in casa per 1-2, ma quattro giorni dopo sono i granata ad espugnare il Vigorito con un netto 0-3. Questo porta per la prima volta nella storia il Cittadella a giocarsi la finale play-off per la promozione in Serie A, nel derby veneto contro il Verona; il 30 maggio 2019 il Cittadella vince il match di andata per 2-0, ma nel match di ritorno finisce per sciupare il vantaggio perdendo per 3-0, vedendo sfumare una storica promozione.
Nella stagione 2019-2020 la squadra granata, ampiamente rimaneggiata dalla sessione estiva di calciomercato, decide di puntare su alcuni giovani provenienti dalle categorie inferiori per continuare a stupire. La delusione di Verona non scalfisce l'entusiasmo dei tifosi, che fanno segnare il record di 3043 abbonamenti. L'inizio non è dei migliori: dopo un pre-campionato incerto, il Cittadella raccoglie tre punti in quattro giornate, incappando nelle sconfitte contro Spezia (0-3 in casa all'esordio), Benevento (4-1 in trasferta), Empoli (1-0) mostrandosi ben lontana dalla formazione ammirata qualche mese prima. Il riscatto non tarda ad arrivare: gli uomini di Roberto Venturato infilano tre vittorie consecutive contro Pescara, Juve Stabia e Cremonese, che si aggiungono ai tre punti casalinghi contro il Trapani della terza giornata. Nelle giornate successive i granata, come da tradizione, mostrano sprazzi di ottimo calcio, giocato ad alta intensità cercando di imporre il proprio credo su ogni campo: le dieci vittorie in trasferta ne sono la prova. Non sempre i risultati sono lo specchio delle prestazioni offerte: questo non impedisce ai granata di rimanere costantemente in zona play-off. Tra le partite da ricordare, il 4-3 rifilato alla Salernitana del 7 dicembre, con il tecnico amaranto Gian Piero Ventura che abbandona il terreno del Tombolato prima della fine della partita, e il blitz in casa del Venezia nel giorno di Santo Stefano per 2-1. Il 22 febbraio 2020 si gioca l'ultima partita davanti ai propri tifosi, vinto 3-0 contro la Juve Stabia, nel segno di Manuel Iori, capitano granata autore di una doppietta. Seguiranno due match a porte chiuse e una vittoria, 2-1 a Cosenza. La pandemia e il lockdown conseguente impongono anche alla Serie B di fermare il campionato. Alla ripresa, il 20 giugno, il Cittadella infila tre vittorie consecutive contro Livorno, Frosinone e Perugia tutte per 2-0 portandosi al 3º posto. Nelle cinque giornate successive però i granata rimarranno a secco di punti, scivolando agli ultimi posti della griglia play-off. Nella partita contro il Venezia del 28 luglio, ci pensa un colpo di testa di Federico Proia al 94º a strappare il pass per gli spareggi promozione. La successiva vittoria sul campo della Virtus Entella per 2-3 che chiude la regular season permette ai granata di chiudere la stagione al 5º posto, miglior risultato di sempre nella storia della società, accedendo ai play-off per la quarta volta consecutiva. Il 5 agosto, però, al Tombolato il risultato è amaro: il Frosinone passa 2-3, rimontando l'iniziale doppietta di Davide Diaw, con un gol di Camillo Ciano nel recupero del secondo tempo supplementare. Il Cittadella, dopo aver colpito anche due legni, porta a casa un'altra delusione che non cancella una stagione comunque da record.

### Gli anni duemilaventi
La stagione 2020-2021, conseguenza della precedente, vede le cessioni di Davide Diaw al Pordenone e Alberto Paleari al Genoa, protagonisti della stagione precedente e in grado di generare plusvalenze da record per le casse granata. Mantenendo inalterata la propria politica, il direttore generale Marchetti allestisce una squadra promettente, consegnata a Roberto Venturato per l'avvio del campionato il 27 settembre. Il 2020 si chiude al terzo posto, con due partite rinviate su richiesta delle stesse società per i troppi positivi al COVID-19 in rosa. Alla fine della stagione, il Cittadella chiude con un buon sesto posto, e pur avendo il valore della rosa più basso di tutta la Serie B, raggiunge la finale dei play-off per la seconda volta in tre anni dopo aver sconfitto il Brescia al turno preliminare e la sorpresa Monza nelle semifinali. Nella finale contro il Venezia, tuttavia, la squadra padovana perde l'andata per 0-1, e al ritorno in Laguna, nonostante fossero in superiorità numerica dopo due espulsioni degli arancioneroverdi, il Cittadella non va oltre un pareggio per 1-1 (peraltro subìto in extremis) e la partecipazione in massima serie è di nuovo sfiorata.
La stagione 2021-2022 si apre con le dimissioni del tecnico Roberto Venturato e la promozione di Edoardo Gorini a nuovo tecnico dei veneti. Grazie a sprazzi di buon calcio il Cittadella chiude il campionato all'undicesimo posto, quindi per la prima volta dal ritorno in Serie B del 2016 non si qualifica per i playoff. In Coppa Italia batte il Monza 2-1 al primo turno, venendo eliminata però ai sedicesimi di finale dal Cagliari per 3-1.
La stagione 2022-23 inizia con una vittoria all'esordio in campionato grazie al rocambolesco 4-3 contro il Pisa e con la vittoria ai trentaduesimi in Coppa Italia 2-3 in casa del Lecce, ma verrà eliminata dal Torino ai sedicesimi di finale per 4-0. Tra marzo e aprile il Cittadella affronta il momento più difficile della stagione non vincendo per 9 gare consecutive,raccogliendo 5 pareggi e 4 sconfitte e rischiando la permanenza in Serie B. Il 6 maggio 2023 vince contro il Benevento nella sfida salvezza 3-1 in rimonta e il 19 maggio ottiene la aritmetica salvezza grazie a un pareggio a reti bianche contro il Como in casa, condannando ai playout il Cosenza e chiudendo la stagione al 15 posto con 43 punti.
La stagione 2023-24 inizia con una vittoria in rimonta in coppa Italia ai trentaduesimi di finale in casa dell'Empoli per 1-2 il 12 agosto, verrà eliminata ai sedicesimi di finale il 31 ottobre dalla Cremonese per 2-1. Il girone di ritorno si apre con la vittoria il 13 gennaio 2024 per 2-0 contro il Palermo e con la squadra al terzo posto, ma una flessione nei tre mesi successivi porterà la squadra nella parte destra della classifica, il Cittadella ritroverà la vittoria solo il 6 aprile in casa della reggiana per 0-2. Trascinata anche dalla rivelazione Pittarello la squadra chiude la stagione al 14 posto con 46 punti ottenendo la aritmetica salvezza con tre giornate d'anticipo il 1 maggio grazie al pareggio contro la Feralpisalò per 1-1 e al Parma che ferma il bari 1-1.
La stagione 2024-2025 inizia con la sconfitta in coppa Italia al primo turno per 2-1 contro il Sassuolo e in serie B per 2-1 in rimonta nel recupero contro la Salernitana all'esordio. 
Tuttavia nelle due trasferte successive il Cittadella batterà per 0-1 il Brescia (grazie a una rete del nuovo acquisto Carissoni) e Modena (grazie a un gol di Ravasio),intervallate da una sconfitta a tavolino in casa contro il Pisa per aver schierato un giocatore che inizialmente non era previsto nella gara. 
Nelle 4 giornate successive il Cittadella otterrà 1 pareggio (0-0 con il Catanzaro in casa) e 3 sconfitte contro Frosinone (1-2), Mantova (1-0 nel recupero) e Sassuolo (6-1). Proprio a causa di quest'ultima sconfitta l'11 ottobre 2024 Edoardo Gorini viene esonerato, con la squadra al terzultimo posto in classifica. Il 14 ottobre 2024 viene ufficializzato come nuovo tecnico dei veneti Alessandro Dal Canto ,sotto la sua guida la squadra otterrà due pareggi a reti bianche contro Sampdoria e Cosenza intervallate dal K.O per 3-0 contro la Carrarese. Il 3 novembre 2024 il Cittadella torna a vincere,sempre contro il Palermo per 0-1, decisivo Pandolfi nel recupero,tuttavia nelle successive gare non ritroverà la vittoria perdendo contro Cesena (0-2), Bari (3-2), e pareggiando contro Cremonese (0-0) e Juve Stabia (2-2) 
L'8 dicembre la squadra di Dal Canto perde 5-0 in casa dello spezia,finendo ultima in classifica,tuttavia dopo 2 settimane otterrà tre vittorie consecutive contro Reggiana (3-1), Bolzano (1-2) e Palermo (2-1) tirandosi fuori per il momento dalla zona rossa.
Nonostante questo, il 13 maggio, dopo la sconfitta per 0-2 contro la Salernitana, nello scontro diretto per la salvezza, conclude il campionato al 19º posto, retrocedendo così in Serie C, ritornando nella competizione dopo 10 anni.

## Colori e simboli

### Colori
Dal 1973 la tenuta da gioco casalinga del Cittadella è composta da un completo interamente granata (colore mutuato dal rosso del gonfalone comunale), arricchito in genere con personalizzazioni e inserti bianchi.
La divise da trasferta e "third" (laddove previste dai contratti di sponsorizzazione) sono invece tipicamente gialle (altro colore proprio dell'araldica cittadina) oppure bianche, azzurre o verdi (in riferimento alle società esistite prima del 1973) col granata relegato a inserti e finiture.

### Simboli ufficiali
Emblema principale della squadra è il cosiddetto "carro dei Carraresi", mututato dalla simbologia dell'omonima famiglia dell'aristocrazia padovana, egemone nel relativo territorio tra il XIV e il XV secolo. A tale famiglia si debbe altresì la totale ristrutturazione della cinta muraria che abbraccia il centro di Cittadella, la quale è a sua volta entrata a far parte dell'iconografia societaria e - dal 2023 - ne è il solo elemento caratterizzante (il carro è infatti stato rimosso dallo stemma).

#### Stemma
I predetti elementi sono dominanti nei simboli che la società si è data.
In origine sulle maglie era ricamata la sola ragione sociale, in lettere bianche; il club adottava però in ambito istituzionale un complesso disegno stilizzato (bianco su fondo granata) evocante le mura cittadine.
Successivamente è stato introdotto uno scudo circolare azzurro, recante un disegno più accurato delle mura (di color granata o sfumate in marrone-rosa, merlate alla guelfa) e in posizione centrale il "carro dei Carraresi" (di color oro), nel quale le quattro ruote sono però sostituite da altrettanti palloni di "tipo moderno" (con struttura a pentagoni ed esagoni bianchi e neri). La denominazione sociale, inizialmente collocata entro l'insieme, nella parte bassa, è stata poi spostata a mo' di cornice esterna, talora racchiusa entro una corona circolare bianca, talaltra libera da altre finiture; inferiormente prevale invece l'apposizione dell'anno di fondazione del club. Il colore granata diventa protagonista nel redesign introdotto nel 2023, che mantiene la forma circolare, ma adotta un nuovo carattere tipografico per la ragione sociale e semplifica il disegno delle mura, eliminando peraltro il Carro dei Carraresi; nel primo anno d'impiego tale logo è altresì celebrativo del cinquantenario della società, variando quindi (rispetto allo stemma "base") nella presenza di scritte color oro anziché bianche e nell'aggiunta del riferimento 1973-2023 in luogo del solo anno di fondazione del Cittadella "unificato".

#### Mascotte
La mascotte del Cittadella è dal 2005 "Torrion Torrione", una torre antropomorfa di colore granata.

## Strutture

### Stadio

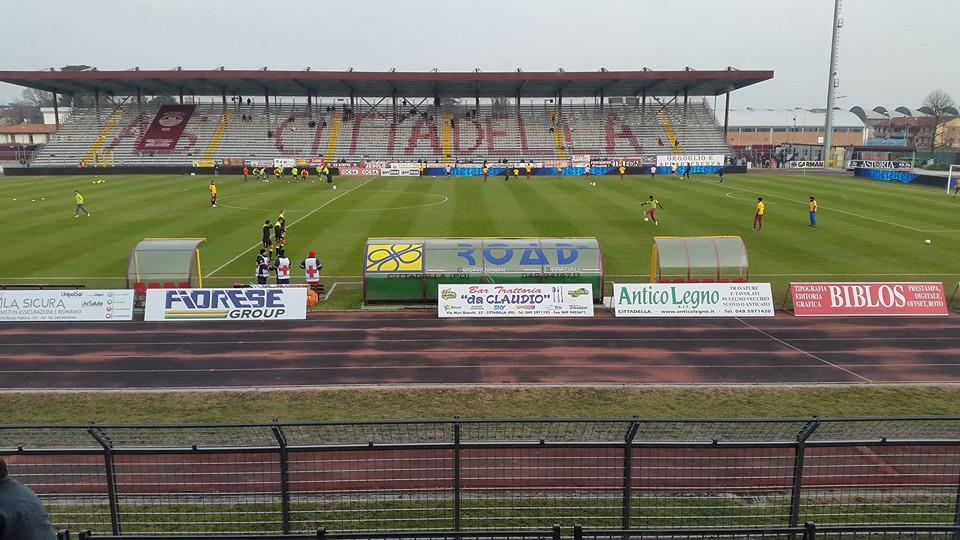
Vista interna dello stadio Tombolato, sede degli incontri casalinghi del Cittadella.

Dal 1973 (anno della nascita del club granata) alla stagione 1981-1982, il Cittadella disputò le proprie gare interne allo stadio comunale Nico D'Alvise di via Riva del Grappa, a ridosso delle mura cittadine.
Nel 1982, nella zona centro-meridionale dei quartieri extra-murari, venne inaugurato il più moderno e capiente stadio Piercesare Tombolato, intitolato alla memoria del portiere dell'Olympia Cittadella morto il 25 marzo 1957 in seguito ad uno scontro avvenuto giorni prima con un avversario durante un'amichevole con la formazione Primavera del Padova; il Cittadella vi trasferì il proprio campo interno, lasciando il vecchio D'Alvise al settore giovanile.
Il "Tombolato" è un impianto polisportivo: attorno al campo in erba naturale corre una pista di atletica leggera; la struttura originaria prevedeva per il pubblico due sole tribune coperte sui lati lunghi, per circa 6 000 posti a sedere.
Lo stadio fu adeguato e ampliato in seguito alla prima storica promozione del Cittadella in Serie B, tra il 2000 e il 2002; per consentire l'effettuazione dei lavori necessari, i granata si trasferirono temporaneamente allo stadio Euganeo di Padova, suscitando peraltro proteste da parte dei propri tifosi, sia per la scomodità dell'impianto patavino, sia per la rivalità intrattenuta col club del capoluogo provinciale.
In vista del campionato di Serie B 2008-2009 lo stadio Tombolato fu nuovamente bisognoso di lavori di potenziamento strutturale: nell'occasione vennero dunque poste in opera due tribunette posticce ai lati della gradinata ovest e una "curva" da 1 144 posti sul lato nord del campo (quest'ultima riservata alle tifoserie ospiti), portando la capienza totale a 7 632 posti. Il cantiere obbligò peraltro il Cittadella a un nuovo trasferimento (fino al 29 novembre 2008) allo stadio Omobono Tenni di Treviso.
Ulteriori interventi di ammodernamento sono stati poi eseguiti negli anni successivi, senza però compromettere ulteriormente l'operatività dello stadio: nell'estate del 2015 è stata migliorata la copertura della tribuna est, mentre tra il 2017 e il 2018 si è proceduto alla sostituzione integrale dei seggiolini e all'abbassamento delle barriere tra campo e spalti.

### Centro di allenamento
Il Cittadella svolge le proprie sedute di allenamento nei due campi in erba naturale dietro allo stadio Piercesare Tombolato, uno dei quali interamente ricostruito tra il 2021 e il 2022, dopo essere stato realizzato in erba sintetica nel 2011 e utilizzato dal settore giovanile. Il centro sportivo ospita anche una palestra affacciata al campo di allenamento.

## Società

### Organigramma societario
Di seguito l'organigramma tratto dal sito Internet ufficiale della società.
- Andrea Gabrielli - Presidente
- Giancarlo Pavin - Vicepresidente
- Nicola Maffei - Vicepresidente
- Mauro Michelini - Amministratore delegato

### Sponsor
Di seguito la cronologia dei fornitori tecnici e degli sponsor ufficiali.
- anni 1980-1990 nr
- anni 1990 Erreà
- anni 1990 Virma
- anni 1990-2001 Hummel
- 2001-2009 Legea
- 2009-2017 Garman
- 2017-2019 Boxeur Des Rues[39]
- 2019-2022 Mizuno
- 2022- Erreà

### Settore giovanile
Il settore giovanile del Cittadella è formato da squadre che giocano nei campionati Primavera, Allievi Nazionali e Regionali, Giovanissimi Nazionali, Regionali, Esordienti e Pulcini che si sono allenate dal 2011 al 2020 presso il terreno sintetico dell'Antistadio Tombolato e in campi limitrofi. Dalla stagione sportiva 2020-2021, la maggior parte delle formazioni granata della fascia agonistica si è trasferita presso il centro sportivo di Tombolo. I gruppi dell'attività di base si allenano in parte a Tombolo e in parte alla periferia di Cittadella. 
Le squadre Scuola Calcio, che accolgono i bambini dai cinque agli otto anni, svolgono invece la propria attività presso il centro CittàdellaSport nei pressi dello stadio Piercesare Tombolato. 
Il settore giovanile granata ha contribuito alla crescita di alcuni atleti approdati alla prima squadra del Cittadella o di altre società: tra questi si segnalano Marco Varnier, Massimiliano Busellato, Mattia Minesso, Andrea Campagnolo, Andrea Pierobon, Matteo Rubin, Stefano Okaka, Nicolò Cherubin e Giancarlo Pasinato.

## Allenatori e presidenti
Di seguito la cronologia dei presidenti e degli allenatori.
| Allenatori - 1973-1979 Giorgio Pizziolo - 1979-1983 Roberto De Bortoli - 1983-1986 Mario Tonello - 1986-1987 Mario Tonello (1ª-?ª) Lucio Fasolato (?ª-30ª) - 1987-1991 Paolo Bottacin - 1991-1994 Gianni Rossi - 1994-1995 Gesualdo Albanese - 1995-1996 Gesualdo Albanese (1ª-24ª) Dino D'Alessi (25ª-34ª) - 1996-2002 Ezio Glerean - 2002-2005 Rolando Maran - 2005-2015 Claudio Foscarini - 2015-2021 Roberto Venturato - 2021-2024 Edoardo Gorini - 2024-2025 Edoardo Gorini (1ª-8ª) Alessandro Dal Canto (9ª-38ª) - 2025-2026 Manuel Iori (1ª-) | Presidenti - 1973-1986 Angelo Gabrielli - 1986-1993 Giancarlo Pavin - 1993-1994 Angelo Gabrielli - 1994-1995 Ettore Moletta - 1995-2002 Piergiorgio Gabrielli - 2002-2009 Angelo Gabrielli - 2009- Andrea Gabrielli |

## Calciatori

### Contributo alle nazionali
Sono stati 8 i calciatori che durante la loro militanza nelle file del Cittadella hanno ricevuto almeno una convocazione con una rappresentativa italiana. Il primo fu l'attaccante Joachim De Gasperi, che debuttò con la Nazionale Under-20 il 27 febbraio 2001 in una gara amichevole; in totale ha racimolato 9 convocazioni, 5 presenze e messo a segno un gol. Nel 2003 fu la volta di un altro attaccante, Francesco Ruopolo (9 presenze totali). Il primo calciatore ad esordire con l'Under-21 fu invece il centrocampista Ivan Castiglia, nel 2009 (1 presenza). Nel 2010 l'attaccante Manolo Gabbiadini fu convocato nella Nazionale Under-20; con 5 gol in 9 presenze è anche il calciatore granata ad aver messo a segno più reti in maglia azzurra.
Il 29 febbraio 2012 esordì con la casacca dell'Under-19 il centrocampista Massimiliano Busellato, che durante la sua esperienza con la maglia del Cittadella giocò in azzurro (tra Under-19 e Under-21) 10 partite, andando a segno 2 volte. Nel novembre dello stesso anno fu la volta di Daniele Baselli in Under-21 (1 presenza). Il 6 febbraio 2013 giocarono, nella stessa partita, (Italia-Germania di Under-20) Raffaele Di Gennaro (2 presenze) e Cristiano Biraghi (6 presenze).
Due calciatori stranieri hanno vestito la casacca della propria nazionale durante la militanza nel Cittadella: Lamin Jallow, nel 2016 con il Gambia ed Elhan Kastrati dal 2022 con l'Albania.

## Palmarès

La consegna della Coppa Italia Dilettanti alla dirigenza cittadellese.

Il Cittadella detentore della Coppa Italia Dilettanti.

### Competizioni nazionali
- Coppa Italia Dilettanti: 1

1979-1980

### Competizioni interregionali
- Lega Pro: 1

2015-2016 (girone A)
- Campionato Interregionale: 1

1988-1989 (girone D)
- Campionato Nazionale Dilettanti: 1

1992-1993 (girone B)

### Competizioni regionali
- Prima Categoria: 1

1977-1978 (girone D)

### Competizioni giovanili
- Campionato Nazionale Dante Berretti: 1

2015-2016

### Altri piazzamenti
- Serie B:

Finalista play-off: 2018-2019, 2020-2021
- Serie C1:

Terzo posto: 1999-2000 (girone A), 2007-2008 (girone A)
- Serie C2:

Secondo posto: 1997-1998 (girone A)
- Campionato Interregionale:

Secondo posto: 1983-1984 (girone C)
Terzo posto: 1991-1992 (girone B)
- Promozione:

Terzo posto: 1979-1980 (girone A)
- Coppa Italia Lega Pro:

Finalista: 2015-2016
- Coppa Italia Serie C:

Semifinalista: 2003-2004, 2004-2005
- Supercoppa di Lega Pro:

Secondo posto: 2016

## Statistiche e record

### Partecipazione ai campionati
Campionati nazionali
| Livello | Categoria                       | Partecipazioni | Debutto   | Ultima stagione | Totale |
| ------- | ------------------------------- | -------------- | --------- | --------------- | ------ |
| 2º      | Serie B                         | 18             | 2000-2001 | 2024-2025       | 18     |
| 3º      | Serie C1                        | 8              | 1998-1999 | 2007-2008       | 10     |
| 3º      | Serie C/Lega Pro                | 2              | 2015-2016 | 2025-2026       | 10     |
| 4º      | Serie C2                        | 7              | 1989-1990 | 1997-1998       | 7      |
| 5º      | Campionato Interregionale       | 9              | 1981-1982 | 1991-1992       | 10     |
| 5º      | Campionato Nazionale Dilettanti | 1              | 1992-1993 | 1992-1993       | 10     |

Campionati regionali
| Livello | Categoria       | Partecipazioni | Debutto   | Ultima stagione | Totale |
| ------- | --------------- | -------------- | --------- | --------------- | ------ |
| 1º      | Promozione      | 7              | 1973-1974 | 1980-1981       | 7      |
| 2º      | Prima Categoria | 1              | 1977-1978 | 1977-1978       | 1      |

### Partecipazione alle coppe
| Competizione            | Partecipazioni | Debutto   | Ultima stagione | Totale |
| ----------------------- | -------------- | --------- | --------------- | ------ |
| Coppa Italia            | 22             | 2000-2001 | 2024-2025       | 22     |
| Coppa Italia Serie C    | 14             | 1990-1991 | 2007-2008       | 15     |
| Coppa Italia Lega Pro   | 1              | 2015-2016 | 2015-2016       | 15     |
| Supercoppa di Lega Pro  | 1              | 2016      | 2016            | 1      |
| Poule Scudetto          | 1              | 1992-1993 | 1992-1993       | 1      |
| Trofeo Jacinto          | 1              | 1988-1989 | 1988-1989       | 1      |
| Coppa Italia Dilettanti | 7              | 1973-1974 | 1980-1981       | 7      |

### Statistiche individuali
Di seguito i primatisti di presenze e reti, comprese anche le partite di coppa.
Dati aggiornati al 10 maggio 2025.
| Record di presenze - 339 Manuel Iori (2006-2009; 2015-2021) - 299 Joachim De Gasperi (2000-2011) - 285 Alberto Marchesan (2002-2012) - 260 Davide Carteri (2002-2011) - 235 Roberto Musso (2000-2011) - 233 Simone Branca (2018-2025) - 214 Alessio Vita (2019-) - 210 Andrea Pierobon (1987-1990; 2005-2015) - 198 Achille Mazzoleni (1998-2005) - 187 Amedeo Benedetti (2015-2022) | Record di reti - 58 Claudio Coralli (2007-2008; 2013-2016) - 49 Enrico Sambo (1987-1991) - 49 Manuel Iori (2006-2009; 2015-2021) - 44 Riccardo Meggiorini (2006-2009) - 39 Alessandro Sgrigna (2003-2005; 2014-2016) - 38 Joachim De Gasperi (2000-2011) - 32 Marco Scarpa (1997-2003) - 30 Stefano Ghirardello (2000-2002) - 29 Nunzio Di Roberto (2010-2014) - 23 Federico Piovaccari (2010-2011) |

## Tifoseria

### Storia

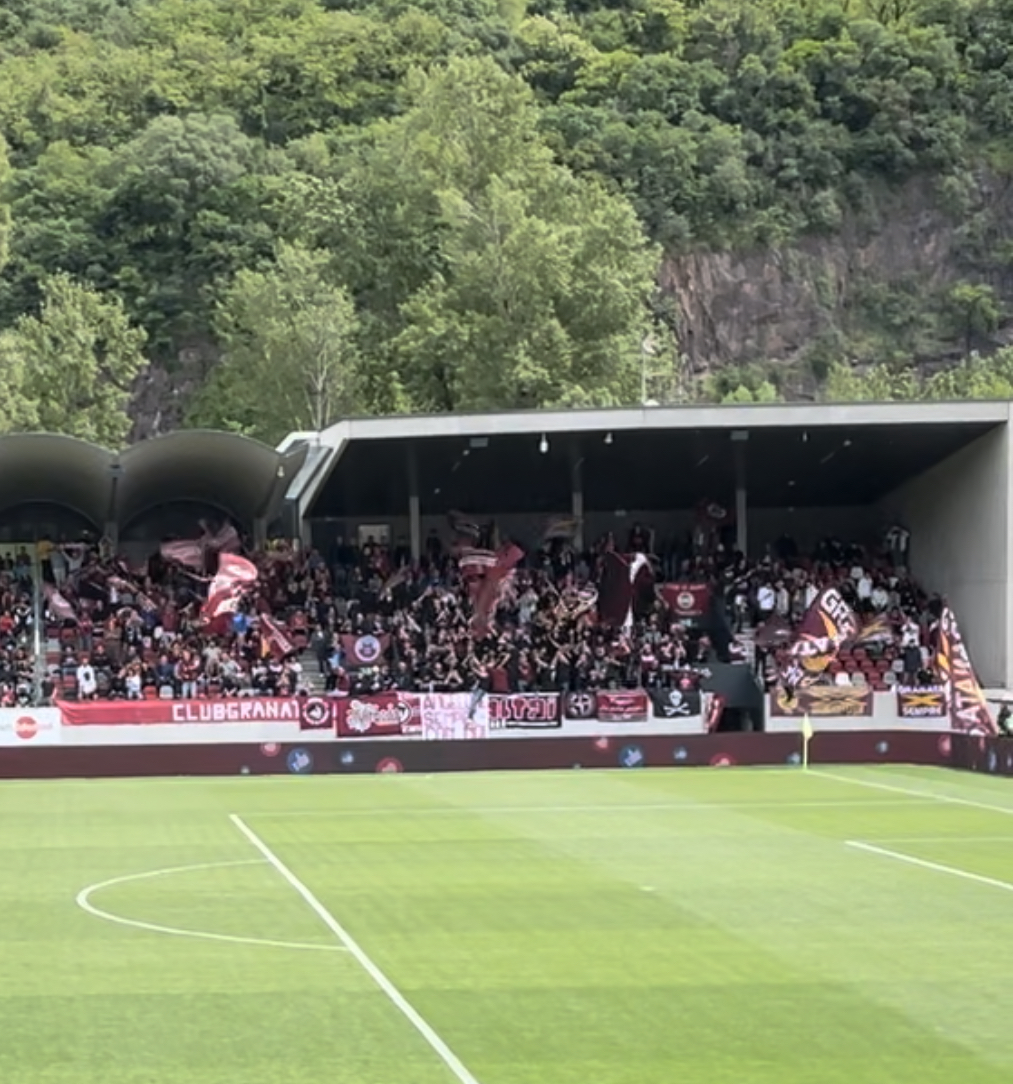
Tifosi del Cittadella durante una trasferta a Bolzano.

Il Cittadella ebbe inizialmente difficoltà nel suscitare un seguito di tifo coeso. Il motivo era da ricercare nella natura delle due squadre che nel 1973 si fusero per dar luogo al club granata: l'Olympia Cittadella era infatti legata agli ambienti politico-associativi cattolici, mentre la Cittadellese riuniva un tifo laico e nettamente orientato a sinistra. Non di rado, nell'epoca della desistenza delle due società, i rispettivi supporters erano peraltro giunti a scontrarsi fisicamente.
Il primo tentativo di formare un gruppo organizzato al seguito dei granata avvenne nel corso del campionato 1979-1980, con la nascita del club di tifosi "moderati" Fedelissimi Granata. Conseguentemente la tifoseria cominciò a mobilitarsi, seguendo il Cittadella in trasferta a bordo di auto e pullman. Nel 1996 ci fu la nascita del movimento ultras nella cittadina padovana: un gruppo di ragazzi, sebbene non identificati dietro un nome di gruppo, cominciò a sostenere la squadra dalle tribune dello stadio Tombolato. Nel 2000 il gruppo si identifica dietro lo striscione "Bandinero Granata", Sempre nel 1996 fanno il loro esordio gli Ultrà Granata, che si mobilitano per la prima volta in una trasferta a Lecco valida per i play-off del corrente torneo di Serie C2. Nel corso del campionato seguente tali gruppi furono affiancati da altri due numerosi assembramenti: Area Granata e Brigata Veleno, quest'ultima formata da ragazzi provenienti dalla città di Padova e dal suo comprensorio. Nel 1998 l'Area Granata cambiò nome in Commando Ultrà Cittadella, ampliando i propri orizzonti ed affermando così la propria spiccata mentalità ultras. L'8 dicembre dello stesso anno nacque la sezione di Busto Arsizio del Commando Ultrà, tuttavia composto da un numero molto esiguo di militanti. Il Commando visse una scissione poco tempo dopo, quando un gruppo di membri in disaccordo col cambio di denominazione decisero di rifondare l'Area Granata identificandosi dietro il vecchio striscione rappresentativo.
Nel 1999 nasce lo Zizi Group, i cui membri sono caratterizzati da una partecipazione e un interesse discontinuo nei confronti del "Citta". Al termine del campionato seguente i granata conquistano la loro prima storica promozione in Serie B, e la sede delle partite casalinghe viene spostata allo stadio Euganeo di Padova, a causa della non idoneità del Tombolato ad ospitare match di serie cadetta. I membri dello Zizi Group e dell'Area Granata sono in disaccordo e decidono di non seguire il Cittadella nel campionato di Serie B.
Nel 2000 nasce la Gioventù Granata, composta da ragazzi molto giovani. In quel periodo sorgeranno altri gruppetti che avranno vita breve, fra i quali Da Vasco Ultrà Granata, Onara Granata e Facca c'è. La sezione bustocca del Commando Ultras continuerà a seguire le sorti del Citta, affiancata da altri tifosi e simpatizzanti provenienti da Lombardia e Piemonte. Negli anni duemila nascono anche gli Ultras Cittadella, che prenderanno posto nella gradinata del Tombolato fino al 2009 anno della loro scomparsa. In questo periodo verrà fondato il Gruppo 1220, caratterizzato da un forte senso di appartenenza ai colori che furono della storica US Cittadellese (bianco e azzurro). Tale fazione si scioglierà due anni dopo, nel 2011, in crisi con l'avvento della tessera del tifoso. Da quel momento in poi il tifo organizzato sarà guidato dalla Vecchia Guardia 1994, ai quali nel 2018 si aggiunge la "sigla" Rabaltai Sitadea.

### Gemellaggi e rivalità
Gli ultras granata coltivano un gemellaggio con i Lost Boys, gruppo originariamente al seguito dell'AlzanoCene (club poi confluito nella Virtus Bergamo), nato nel 2001.
Rapporti di amicizia o rispettosi sono invece segnalati con i gruppi Crew e Indians di Pavia, con le disciolte Brigate Rossoblu di Montevarchi e con le "curve" di Como, Modena e Bassano.
La principale rivalità, di natura precipuamente campanilistica, è quella contro gli ultras del Padova; sebbene inizialmente i patavini non ricambiassero appieno l'acrimonia nei confronti del Cittadella (squadra di tradizione sostanzialmente minore), la contrapposizione si è accentuata tra gli anni duemila e duemiladieci, allorché il relativo derby si è disputato con regolarità tra terza e seconda serie ed è stata corroborata dai falliti tentativi di fusione tra le due squadre, sempre avversati dalle rispettive piazze.
Sempre di tipo campanilistico sono la rivalità nutrite nei confronti del Sandonà e dell'LEO Oderzo, mentre i collettivi al seguito di SPAL, Sambenedettese, Varese e Lumezzane tendono a considerare il Cittadella quale squadra non amica in virtù di una complessiva antipatia per il Veneto.
Un discorso diverso riguarda la rivalità nei confronti del Lecco, originatasi allorché le due squadre si affrontarono nei play-off del campionato di Serie C2 1996-1997.

## Organico

### Rosa 2024-2025
Aggiornata al 16 agosto 2025.
| N. |                   | Ruolo | Calciatore          |
| -- | ----------------- | ----- | ------------------- |
| 1  | Italia (bandiera) | P     | Luca Maniero        |
| 2  | Italia (bandiera) | D     | Alessandro Salvi () |
| 4  | Italia (bandiera) | D     | Matteo Angeli       |
| 5  | Italia (bandiera) | C     | Andrea Barberis     |
| 6  | Italia (bandiera) | C     | Akim Djibril        |
| 7  | Italia (bandiera) | A     | Emanuele Anastasia  |
| 8  | Italia (bandiera) | C     | Francesco Amatucci  |
| 9  | Italia (bandiera) | A     | Davide Diaw         |
| 10 | Italia (bandiera) | C     | Federico Casolari   |
| 11 | Italia (bandiera) | A     | Jacopo Desogus      |
| 14 | Italia (bandiera) | D     | Carlo Crialese      |
| 16 | Italia (bandiera) | C     | Alessio Vita        |
| 17 | Italia (bandiera) | A     | Mattia Gaddini      |
| 18 | Italia (bandiera) | C     | Nicola Pavan        |
| 19 | Italia (bandiera) | C     | Francesco D'Alessio |
| 21 | Italia (bandiera) | A     | Simone Rabbi        |
| 22 | Italia (bandiera) | P     | Edoardo Scquizzato  |

| N. |                      | Ruolo | Calciatore           |
| -- | -------------------- | ----- | -------------------- |
| 23 | Italia (bandiera)    | A     | Destiny Egharevba    |
| 25 | Italia (bandiera)    | D     | Andrea Cecchetto     |
| 27 | Australia (bandiera) | C     | Alessio Genova       |
| 28 | Italia (bandiera)    | D     | Alessio Rizza        |
| 30 | Italia (bandiera)    | D     | Riccardo De Zen      |
| 37 | Italia (bandiera)    | C     | Riccardo Palmieri    |
| 42 | Italia (bandiera)    | C     | Gabriele Colzi       |
| 44 | Italia (bandiera)    | D     | Riccardo Gatti       |
| 45 | Italia (bandiera)    | P     | Matteo Cardinali     |
| 46 | Italia (bandiera)    | D     | Nicolò Sergio Scarpa |
| 55 | Italia (bandiera)    | D     | Alex Redolfi         |
| 69 | Italia (bandiera)    | P     | Alessandro Zanellati |
| 77 | Ucraina (bandiera)   | C     | Ėduard Ihnatov       |
| 80 | Italia (bandiera)    | A     | Davide Voltan        |
| 90 | Italia (bandiera)    | A     | Cristian Bunino      |
| 98 | Italia (bandiera)    | A     | Luca Pandolfi        |
| 99 | Italia (bandiera)    | C     | Andrea Tessiore      |

### Staff tecnico
Dal sito web ufficiale della società.
Area tecnica
- Manuel Iori - Allenatore
- Roberto Musso - Vice allenatore
- Andrea Pierobon - Preparatore dei portieri
- Andrea Campagnolo - Preparatore dei portieri
- Nicola Donazzan - Collaboratore tecnico
- Andrea Redigolo - Preparatore atletico
- Luigi Gallo - Preparatore atletico

Area sanitaria
- Ilario Candido - Responsabile sanitario
- Renato Sattin - Medico sociale ortopedico
- Giovanni Pivato - Massaggiatore
- Nicola De Bardi - Massaggiatore